# Parancistrocerus minimoferus
Parancistrocerus minimoferus är en stekelart som först beskrevs av Richard Mitchell Bohart 1949.  Parancistrocerus minimoferus ingår i släktet Parancistrocerus och familjen Eumenidae. Inga underarter finns listade i Catalogue of Life.